# اولکسی کاسیانف
اولکسی کاسیانف (اوکراینی: Олексій Сергійович Касьянов؛ زادهٔ ۲۶ اوت ۱۹۸۵) ورزشکار دو و میدانی اهل اوکراین است.
وی در مسابقات کشوری و بین‌المللی در مجموع برندهٔ ۴ مدال نقره شده‌است.